# دیوان فاروق موتورز
دیوان فاروق موتورز (به اردو: دیوان فاروق موٹرز) شرکت خودروسازی پاکستانی است، که در سال ۱۹۹۸ تأسیس شد.